# Linhares Futebol Clube
O Linhares Futebol Clube é um clube de futebol brasileiro do município de Linhares, no Espírito Santo.

## História
O ex-jogador Adauto Menegussi fundou em 1997 a Escolinha de Futebol Companhia de Craques. A escolinha serviu de embrião para o novo clube. Em 2001 a escolinha dava lugar ao Centro de Futebol Linhares. O atual Linhares não tem nenhuma relação com o extinto Linhares Esporte Clube que foi tetracampeão estadual na década de 1990.

### Década de 2000
Em 2004, o Centro de Futebol Linhares disputa pela primeira vez o Campeonato Capixaba da Segunda Divisão, com atletas formado na categoria de base do clube. O clube utilizava um uniforme verde claro com faixas negras na lateral, homenageando as cores da escolinha que o originou. No ano seguinte o clube mudou as cores para azul e branco, simbolizando a bandeira da cidade, agora com com mais investimento, disputa a Segunda Divisão novamente e consegue o acesso para a elite do futebol capixaba, a Primeira Divisão.
Em 2006, o Linhares estreia na Primeira Divisão, fazendo uma bela campanha ficando em terceiro lugar.
Em 2007, o clube muda o nome para Linhares Futebol Clube e conquista seu primeiro título na história do clube, tornando-se campeão do Capixabão, garantindo a vaga na Copa do Brasil.
Em 2008, faz novamente uma bela campanha no Campeonato Capixaba, mas perde na semifinal e fica em terceiro lugar.
Disputa pela primeira vez a Copa do Brasil, enfrentando o Juventude do Rio Grande do Sul empatando o jogo em casa e também em Caxias do Sul por 0 a 0. Nos pênaltis perde para o clube gaúcho e é eliminado da competição.
O Linhares FC fez um grande Campeonato Capixaba em 2009, mas não consegue ir para as semifinais, terminando em quinto lugar.

### Década de 2010
Em 2010, o Linhares tem um início de campeonato muito ruim, mas se recupera e termina em sexto lugar.
Já na Copa Espírito Santo, o clube veio sem promessa alguma com um ex-preparador físico, como técnico e com um time praticamente de juvenis, somente Wilker e Hiran do time do Capixabão de 2010. Porém o time fez uma campanha aplaudível, eliminando o Grêmio Laranjeiras nas quartas de finais, sendo desclassificado pelo Vitória-ES (que era o atual campeão da competição) nas semifinais.
Em 2011, o Linhares torna-se vice-campeão capixaba, jogando a final contra o São Mateus.
No ano de 2012, o clubes não se classifica para as semifinais porque tinha perdido seis pontos no TJD por escalar um atleta irregular e em 2013, faz uma boa participação no campeonato ficando em quinto lugar.
Em 2014, o clube foi vice-campeão capixaba perdendo o título para Estrela do Norte.
Em jogo da segunda rodada da primeira fase do Capixabão de 2016, o time enfrentou o Sport Club Linharense no novo clássico da cidade, vencendo o jogo por 3 a 2 no Estádio Joaquim Calmon. 
O clube termina o campeonato na quarta colocação no hexagonal final, a apenas quatro pontos dos finalistas Espírito Santo e Desportiva Ferroviária.
No Capixabão de 2017, Linhares é rebaixado à Série B com uma rodada de antecedência sem ganhar nenhum jogo. Este é o primeiro rebaixamento da sua história.
Em 2018, Linhares desiste da participação da Série B.
Em 2019, no retorno à Série B, empata na estreia em 1 a 1 com o CTE no Estádio Justiniano de Mello e Silva em Colatina. Na final perde o título na disputa por pênaltis para o rival do norte São Mateus no Estádio Sernamby. Com o vice-campeonato retorna à Série A.

### Década de 2020
No Campeonato Capixaba de 2020, o Linhares novamente é rebaixamento com uma campanha pífia de nove derrotas em nove jogos, incluindo duas goleadas: 12 a 0 sofrida contra o Vitória-ES e outra de 10 a 0 para o Rio Branco-ES.

### 2025
O Linhares tentará retornar a elite do futebol capixaba quando irá disputar o Campeonato Capixaba da Série B, porém antes tentará o título da Copa ES que tem início no segundo trimestre do ano.

## Títulos
| ESTADUAIS | ESTADUAIS           | ESTADUAIS | ESTADUAIS  |
|           | Competição          | Títulos   | Temporadas |
| --------- | ------------------- | --------- | ---------- |
|           | Campeonato Capixaba | 1         | 2007       |

### Categoria de base
- Campeão Capixaba Sub-15 (2012 e 2014)
- Campeão Capixaba Sub-17 (2008 e 2010)
- Campeão da Copa 'A Gazetinha' Sub-11 (2007)
- Campeão Capixaba 14/15  (2011)
- Campeão da Copa da Colonização (2006)
- Campeão Municipal Sub-11 (2006)
- Campeão da Copa 'A Gazetinha' Sub 12-13 (2005)
- Campeão da Copa Janc (2004)

## Campanhas de destaque
- Vice-campeão Capixaba: 2 (2011 e 2014)
- Vice-campeão Capixaba - Série B: 2005 e 2019

## Estatísticas

### Participações
|  | Participações em 2025 |

| Competição              | Competição          | Temporadas | Melhor campanha            | Anos                                                  | P | R |
| Espírito Santo (estado) | Campeonato Capixaba | 13         | Campeão (2007)             | 2006-2017, 2020                                       |   | 2 |
| Espírito Santo (estado) | Série B             | 8          | Vice-campeão (2005 e 2019) | 2004-2005, 2019, 2021-2025                            | 2 |   |
| Espírito Santo (estado) | Copa Espírito Santo | 15         | 3º colocado (2007 e 2010)  | 2005-2008, 2010-2011, 2014-2015, 2017-2019, 2022-2025 |   |   |
| Brasil                  | Série C             | 2          | 29º colocado (2007)        | 2007-2008                                             | – | – |
| Brasil                  | Copa do Brasil      | 1          | 39º colocado (2008)        | 2008                                                  |   |   |

### Retrospecto em competições nacionais
Última atualização: Série C de 2008.
| Competição | Competição     | Temporadas | Títulos | Pts. | J  | V | E | D  | GP | GC |
| ---------- | -------------- | ---------- | ------- | ---- | -- | - | - | -- | -- | -- |
| Brasil     | Série C        | 2          | –       | 13   | 18 | 3 | 4 | 11 | 21 | 42 |
| Brasil     | Copa do Brasil | 1          | –       | 2    | 2  | 0 | 2 | 0  | 0  | 2  |